# 동경 80도
동경 80도(東經80度)는 본초 자오선에서 동쪽으로 80도 떨어진 경선이다. 북극점에서 시작하여 북극해, 아시아, 인도양, 남극해, 남극을 거쳐 남극점에 이른다.
동경 80도는 서경 100도와 이어져 지구의 둘레를 이룬다.
북극점에서 남극점까지 동경 80도선은 다음 지역을 지나간다.
| 좌표                                                  | 나라, 지역, 해역 | 주석                                                                                            |
| ----------------------------------------------------- | ---------------- | ----------------------------------------------------------------------------------------------- |
| 북위 90° 0′ 동경 80° 0′  / 북위 90.000° 동경 80.000°  | 북극해           |                                                                                                 |
| 북위 81° 7′ 동경 80° 0′  / 북위 81.117° 동경 80.000°  | 카라해           |                                                                                                 |
| 북위 80° 58′ 동경 80° 0′  / 북위 80.967° 동경 80.000° | 러시아           | 우샤코프 섬                                                                                     |
| 북위 80° 50′ 동경 80° 0′  / 북위 80.833° 동경 80.000° | 카라해           | 러시아 딕손 섬 서쪽을 지나감                                                                    |
| 북위 72° 11′ 동경 80° 0′  / 북위 72.183° 동경 80.000° | 러시아           |                                                                                                 |
| 북위 50° 51′ 동경 80° 0′  / 북위 50.850° 동경 80.000° | 카자흐스탄       |                                                                                                 |
| 북위 44° 58′ 동경 80° 0′  / 북위 44.967° 동경 80.000° | 중화인민공화국   | 신장 위구르 자치구 – 약 18 km                                                                   |
| 북위 44° 48′ 동경 80° 0′  / 북위 44.800° 동경 80.000° | 카자흐스탄       |                                                                                                 |
| 북위 42° 22′ 동경 80° 0′  / 북위 42.367° 동경 80.000° | 키르기스스탄     |                                                                                                 |
| 북위 42° 2′ 동경 80° 0′  / 북위 42.033° 동경 80.000°  | 중화인민공화국   | 신장 위구르 자치구                                                                              |
| 북위 35° 27′ 동경 80° 0′  / 북위 35.450° 동경 80.000° | 중국령 악사이친  | 인도와 중화인민공화국 사이의 분쟁 지역                                                          |
| 북위 34° 39′ 동경 80° 0′  / 북위 34.650° 동경 80.000° | 중화인민공화국   | 티베트 자치구                                                                                   |
| 북위 30° 52′ 동경 80° 0′  / 북위 30.867° 동경 80.000° | 중국령 악사이친  | 인도와 중화인민공화국 사이의 분쟁 지역 – 약 4 km                                                |
| 북위 30° 50′ 동경 80° 0′  / 북위 30.833° 동경 80.000° | 인도             | 우타라칸드 주 우타르프라데시 주 마디아프라데시 주 마하라슈트라 주 안드라프라데시 주 타밀나두 주 |
| 북위 12° 14′ 동경 80° 0′  / 북위 12.233° 동경 80.000° | 인도양           | 벵골만                                                                                          |
| 북위 9° 48′ 동경 80° 0′  / 북위 9.800° 동경 80.000°   | 스리랑카         | 자프나 반도                                                                                     |
| 북위 9° 36′ 동경 80° 0′  / 북위 9.600° 동경 80.000°   | 인도양           | 포크 해협                                                                                       |
| 북위 9° 0′ 동경 80° 0′  / 북위 9.000° 동경 80.000°    | 스리랑카         |                                                                                                 |
| 북위 6° 24′ 동경 80° 0′  / 북위 6.400° 동경 80.000°   | 인도양           |                                                                                                 |
| 남위 60° 0′ 동경 80° 0′  / 남위 60.000° 동경 80.000°  | 남극해           |                                                                                                 |
| 남위 68° 2′ 동경 80° 0′  / 남위 68.033° 동경 80.000°  | 남극             | 오스트레일리아령 남극 지역, 오스트레일리아가 영유권을 주장한다.                                 |

## 같이 보기
- 동경 79도
- 동경 81도